# Oxira cingulata
Oxira cingulata là một loài bướm đêm trong họ Noctuidae.